# Železniška postaja Celje
Železniška postaja Celje je ena izmed večjih železniških postaj v Sloveniji, ki oskrbuje mesto Celje. Stoji na Krekovem trgu ob vzhodnem robu starega mestnega jedra, nasproti Celjskega doma.
Sama postaja je razdeljena na potniški (tiri št. 1, 2, 3, 4, 5, 6, 8, 14, 15, 18, 19, 23 in 24) in tovorni del (tiri št. 25, 27, 31, 32, 33, 40, 41, 42, 43 in 44).

## Storitve
- Prodaja vozovnic
- Prodaja mednarodnih vozovnic
- Informacije
- Čakalnica
- Shranjevanje prtljage
- WC sanitarije
- Kavarna
- Trafika
- Telefon
- Parkirišče (plačljivo)

## Mobilnost
- Stopnišče za dostop do peronov
- Dvigalo za dostop do peronov

## Prometne povezave
- Taksi
- Avtobusno postajališče